# Probatostola ochromalla
Probatostola ochromalla är en fjärilsart som beskrevs av Edward Meyrick 1926. Probatostola ochromalla ingår i släktet Probatostola och familjen äkta malar.
Artens utbredningsområde är Namibia. Inga underarter finns listade i Catalogue of Life.